# Entada arenaria
Entada arenaria är en ärtväxtart som beskrevs av Schinz. Entada arenaria ingår i släktet Entada och familjen ärtväxter.

## Underarter
Arten delas in i följande underarter:
- E. a. arenaria
- E. a. microcarpa